# Siedziba Śląskiego Instytutu Naukowego
Siedziba Śląskiego Instytutu Naukowego – budynek w Katowicach, który znajdował się przy ulicy Granicznej 32 w dzielnicy Osiedle Paderewskiego-Muchowiec, istniejący w latach 1977–2022. Został on zaprojektowany w stylu brutalistycznym przez Stanisława Kwaśniewicza dla Śląskiego Instytutu Naukowego. 

## Historia

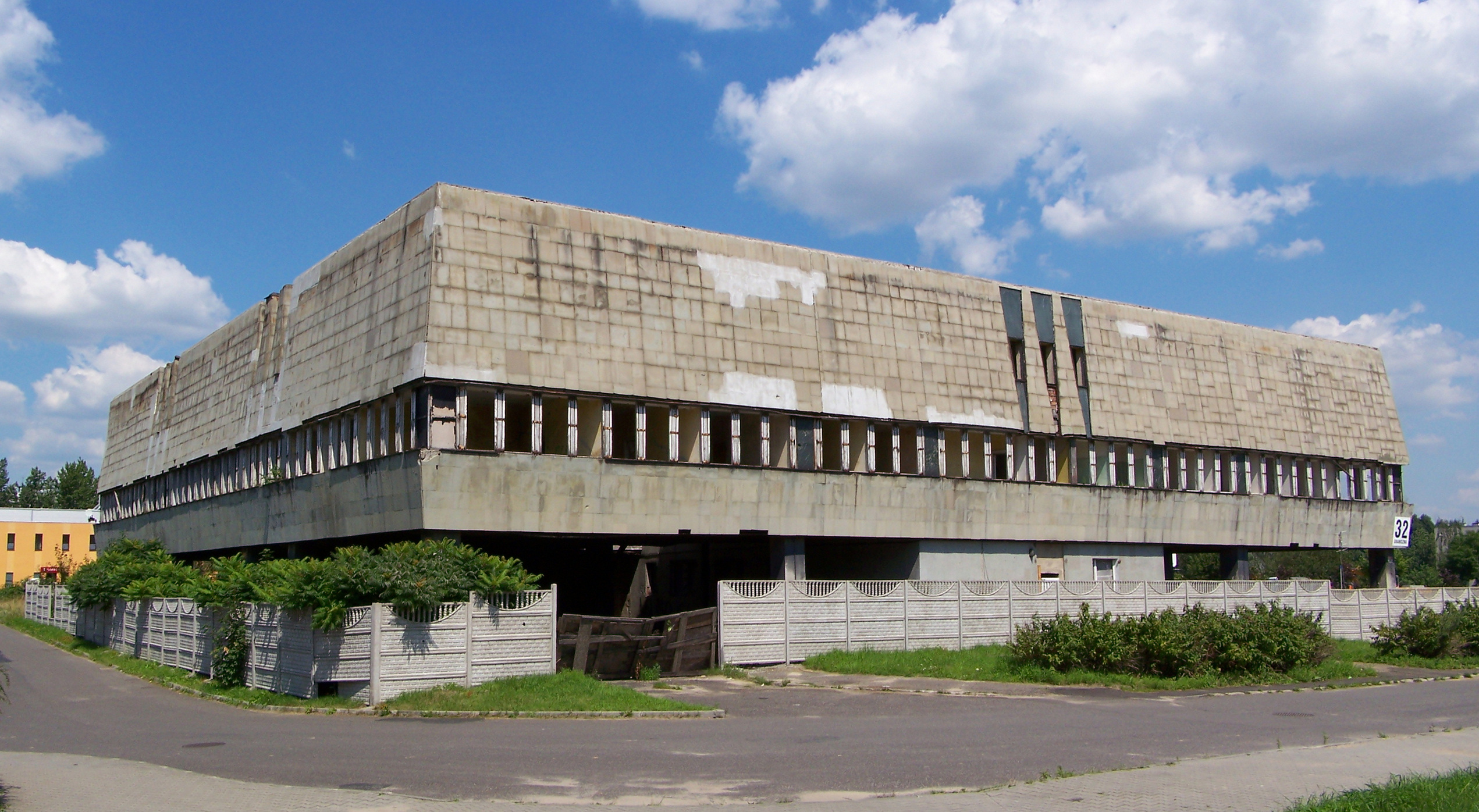
Gmach Śląskiego Instytutu Naukowego w 2008 roku

Śląski Instytut Naukowy został założony 13 lutego 1957 roku. Prowadzono w nim badania z zakresu m.in. ekonomii, historii, socjologii i politologii. Pierwsze plany budowy siedziby Instytutu pojawiły się natomiast w 1968 roku, a jego budowę zakładano w latach 1969–1970. Już w 1967 roku ustalono lokalizację dla gmachu – budynek planowano postawić pomiędzy ulicami Graniczną, K. Damrota i Powstańców. Budowę gmachu rozpoczęto w 1972 roku, a ukończono w 1977 (bądź w 1976) roku.
Siedziba Śląskiego Instytutu Naukowego nie była przygotowana na III kategorię szkód górniczych, a także miała liczne błędy i niedoróbki. Z tych też powodów w 1989 roku proponowano gmach zmodernizować. Przewidywano wówczas m.in. demontaż okładzin z piaskowca i wykonanie dachu ze spadkami na zewnątrz budynku. 
Przemiany gospodarcze lat 80. XX wieku, działalność dogmatycznego Katowickiego Forum Partyjnego oraz trudna sytuacja finansowa Instytutu doprowadziły do podjęcia przez wojewodę decyzji, na mocy której Śląski Instytut Naukowy rozwiązano 31 grudnia 1992 roku. Gmach do 1993 roku stanowił własność Skarbu Państwa, kiedy to został sprzedany osobie fizycznej. Budynek z biegiem czasu zmieniał swoich właścicieli, lecz żaden z nich ostatecznie nie podjął się renowacji obiektu. Zamknięty i opuszczony budynek zaczął też coraz bardziej popadać w ruinę. Po wyburzeniu w 2011 roku brutalistycznego dworca kolejowego na stacji Katowice gmach ten zaczęto określać „ostatnim brutalem w Katowicach”. 
W sierpniu 2021 roku zakupem terenu, na którym stał gmach Śląskiego Instytutu Naukowego zainteresował się jeden z deweloperów, co potwierdzono umową. W kwietniu 2022 roku nowy właściciel terenu gmachu – Murapol – miał już pozwolenie na jego wyburzenie. Prace wyburzeniowe rozpoczęto 25 lipca 2022 roku, a zakończono w sierpniu tego samego roku. W jego miejscu deweloper rozpoczął budowę nowego obiektu z przeznaczeniem pod instytucjonalny najem lokali.

## Charakterystyka

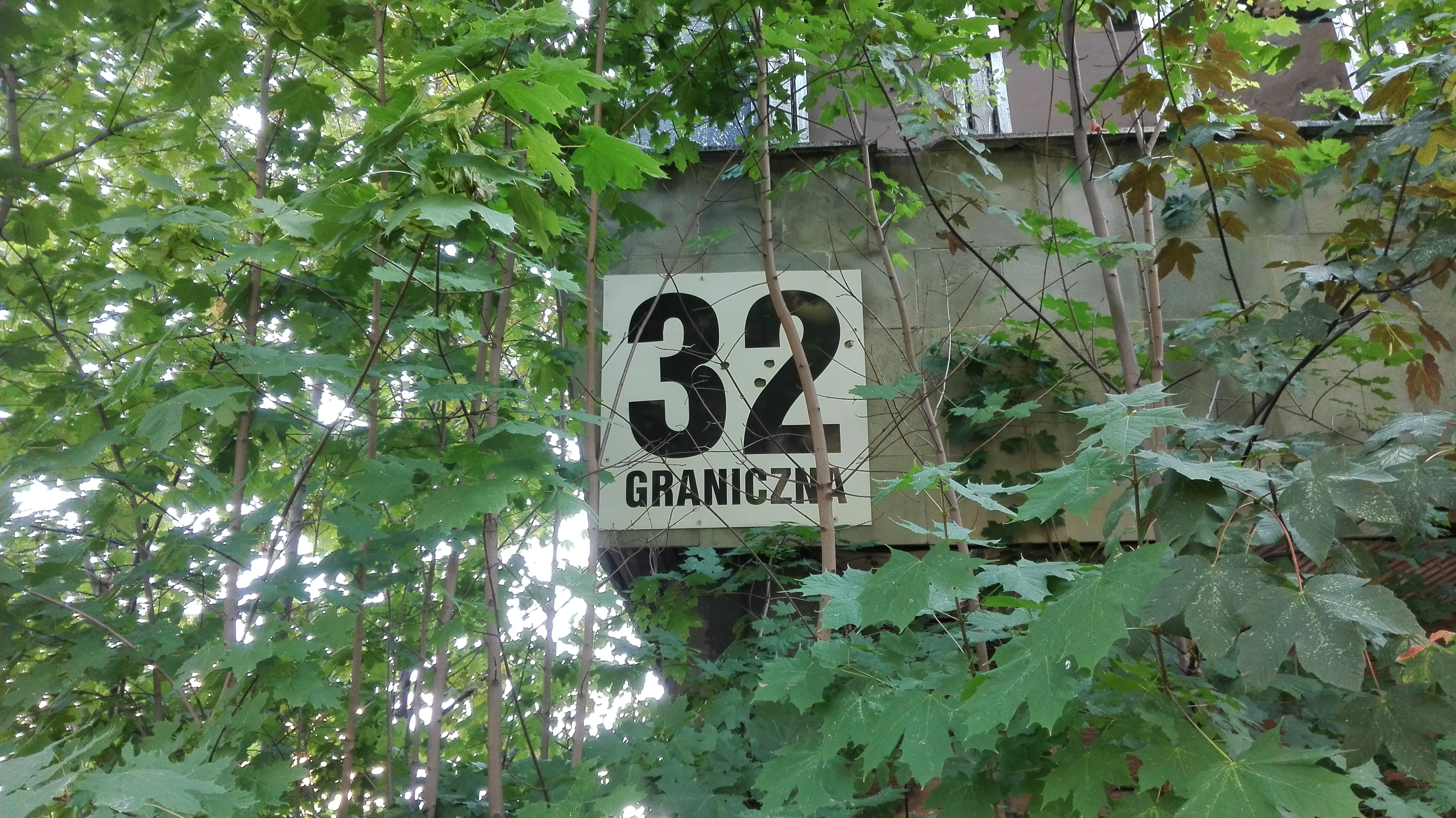
Tabliczka z adresem na elewacji gmachu (2018)

Siedziba Śląskiego Instytutu Naukowego znajdowała się przy ulicy Granicznej 32 w Katowicach, na terenie dzielnicy Osiedle Paderewskiego-Muchowiec.
Był to budynek wolnostojący, liczący trzy kondygnacje nadziemne. Powierzchnia zabudowy gmachu liczyła 1 970 m², powierzchnia użytkowa około 5 200 m², a kubatura 14 695 m³. 
Gmach ten zaprojektował Stanisław Kwaśniewicz, a za konstrukcję odpowiedzialny był Franciszek Klimek. Architektonicznie budynek reprezentował styl brutalistyczny i był on jednym z najbardziej charakterystycznych przykładów tego nurtu architektury na terenie województwa śląskiego.
Ściany zewnętrzne budynku wykonano z cegieł sitówek obłożonych okładziną z piaskowca. Ścianki między żelbetową konstrukcją wypełniono bloczkami PGS, a ściany działowe z cegły dziurawki obłożono płytami kartonowo-gipsowymi. Główna bryła gmachu, która obejmowała drugą i trzecią kondygnację, podparta 36 filarami, wzniesiona była na rzucie kwadratu o boku 44,4 m, natomiast rzut parteru miał kształt prostokąta o bokach 10,4 × 44,4 m. Niskiej i ciężkiej bryle starano się nadać lekkości poprzez trójkątne nacięcia, pochylenie ścian zewnętrznych oraz oparcie konstrukcji na filarach.
W części parterowej znajdował się niewielki hol i szatnia, a także schody i winda prowadzące do właściwej części gmachu Śląskiego Instytutu Naukowego. Łącznie znajdowały się w budynku trzy klatki schodowe – te w segmentach skrajnych miały schody w układzie trójbiegowym, łącząc drugą i trzecią kondygnację, natomiast ta w środkowym segmencie miała schody w układzie zabiegowym jako spiralna płyta samonośna.
W okresie działalności Śląskiego Instytutu Naukowego na pierwszym piętrze gmachu mieściły się biura administracji, dyrekcja, wydawnictwo, a także sala konferencyjna. Drugie piętro było przeznaczone dla naukowców. Tam też znajdowały się cztery tarasy, na które wychodziły okna pracowni naukowych. Wystrój wnętrz gmachu był zdominowany przez kolor głębokiej zieleni.

## Galeria

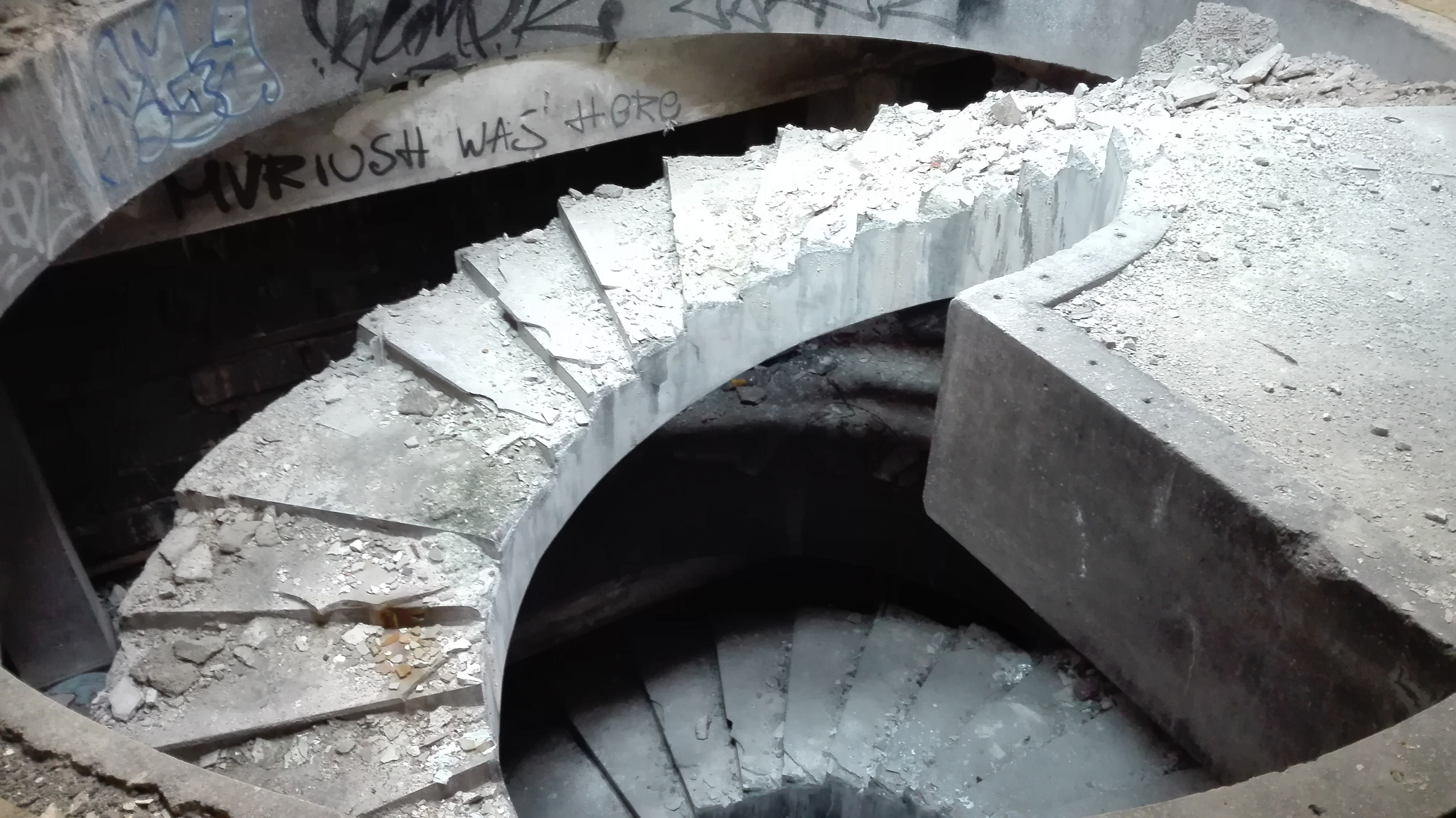
Fragment klatki schodowej w środkowej części gmachu (2018)
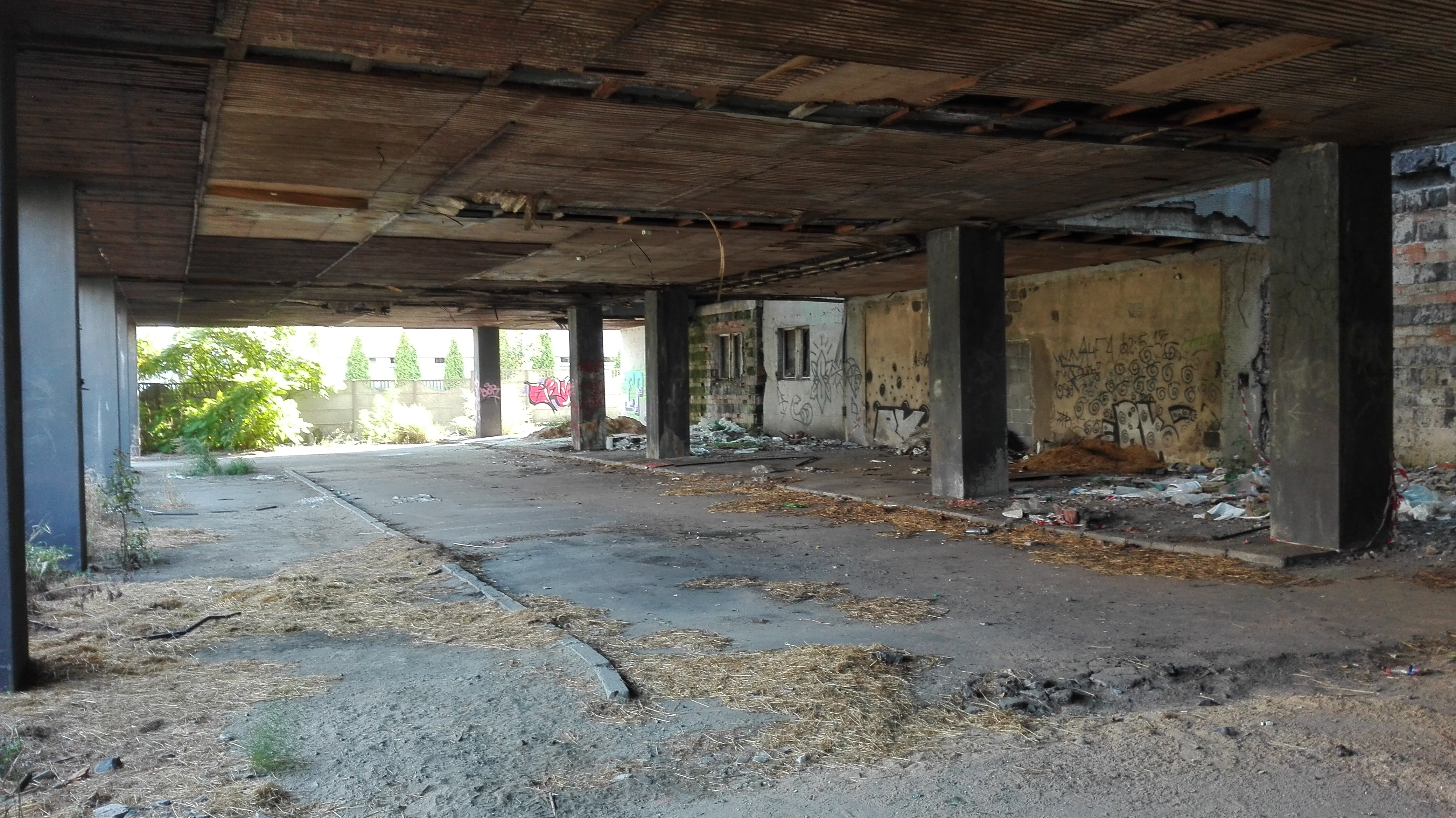
Fragment części parterowej gmachu (2018)
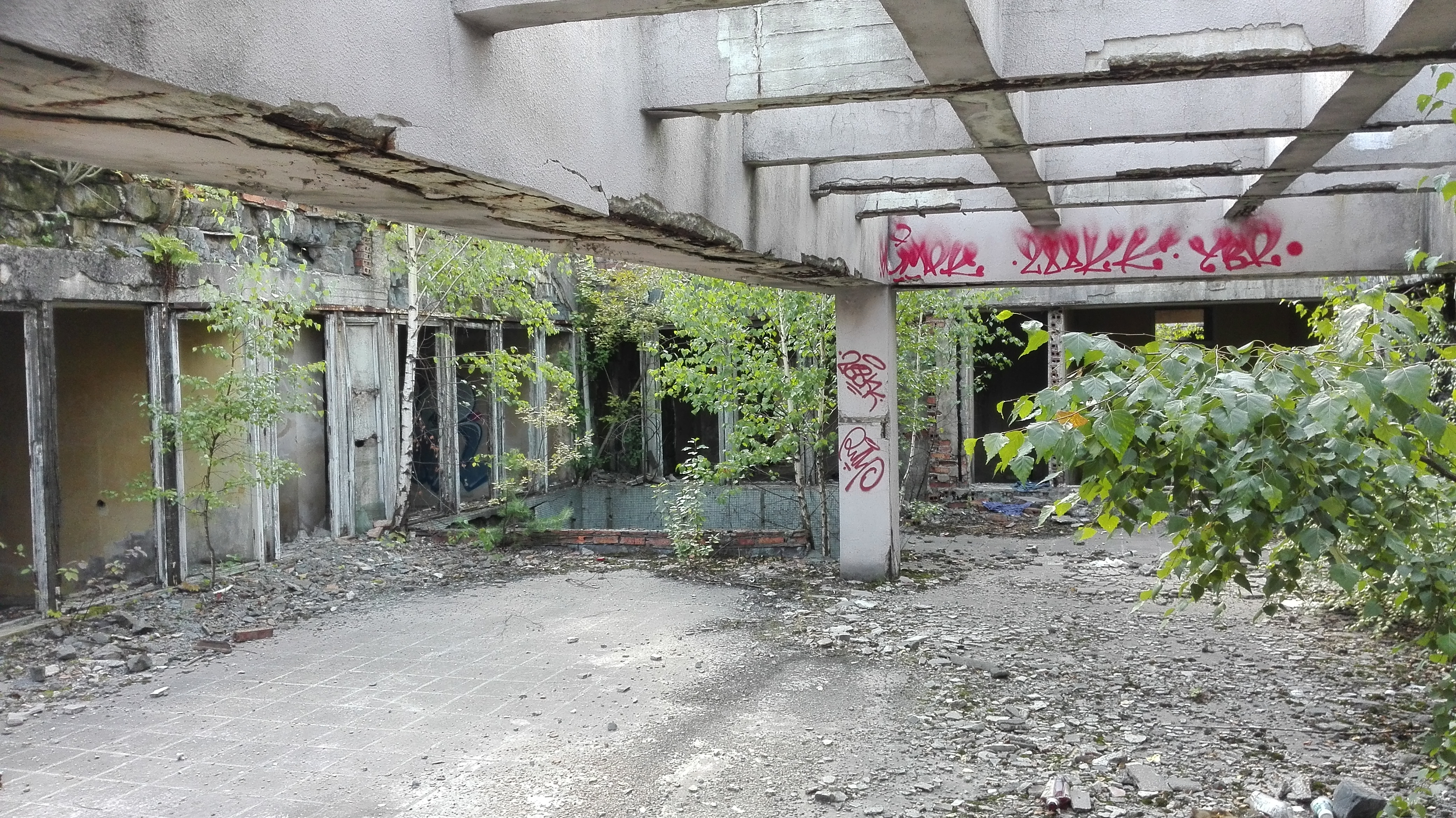
Fragment tarasu na trzeciej kondygnacji (2018)